# Tbilisskaja
Tbilisskaja (ros. Тбилисская) – stanica w Rosji, w Kraju Krasnodarskim, ośrodek administracyjny rejonu tbiliskiego. W 2010 liczyła 25 317 mieszkańców.

## Urodzeni
- Michaił Szkabardnia – radziecki polityk.